# I liga argentyńska w piłce nożnej (1939)
Mistrzem Argentyny w roku 1939 został klub Independiente, natomiast tytuł wicemistrza Argentyny zdobyły dwa kluby – River Plate i CA Huracán (przyczyną tego była równa liczba zdobytych punktów oraz nierozstrzygnięty mecz barażowy).
Do drugiej ligi spadł ostatni w tabeli klub Argentino de CA Argentino de Quilmes. Na jego miejsce z drugiej ligi awansował klub CA Banfield.

## Primera División

### Kolejka 1
| Data          | Mecz |
| ------------- | --- |
| 19 marca 1939 | Boca Juniors – Independiente 0:2 Antonio Sastre, Juan J. Zorrilla mecz rozegrany został na stadionie klubut Ferro Carril Oeste                            |
| 19 marca 1939 | Chacarita Juniors – River Plate 0:3 José M. Moreno, Luis M. Rongo (2)                                                                                     |
| 19 marca 1939 | Estudiantes La Plata – CA Tigre 4:1 Carlos Cirico (2), Manuel Pelegrina (2, 1k) - Raimundo Sandoval                                                       |
| 19 marca 1939 | CA Huracán – Rosario Central 5:1 Emilio Baldonedo (2), Herminio Masantonio, Manuel Giúdice, Rogelio Ortiz - Francisco Rodríguez                           |
| 19 marca 1939 | Club Atlético Lanús – Argentino de CA Argentino de Quilmes 5:2 José García (2), Daniel Sabio, Antonio Núñez, Luis Arrieta - Manuel Pacho, Vicente Cusatti |
| 19 marca 1939 | Newell’s Old Boys – San Lorenzo de Almagro 2:1 Eduardo Gómez, Alberto Belén - Norberto Soneyro s                                                          |
| 19 marca 1939 | CA Platense – Atlanta Buenos Aires 3:5 Venancio Barría (2), Carlos A. Priori - Carlos Colosia (4), Oscar Irazoqui                                         |
| 19 marca 1939 | Racing Club de Avellaneda – Ferro Carril Oeste 2:2 Enrique García k, Armando Adán - Jaime Sarlanga, Alfredo Borgnia                                       |
| 19 marca 1939 | Vélez Sarsfield – Gimnasia y Esgrima La Plata 5:1 Genaro Canteli (2), Osvaldo Reta (2), Florencio Caffaratti - Adolfo Juárez                              |

### Kolejka 2
| Data          | Mecz |
| ------------- | --- |
| 26 marca 1939 | Argentino de CA Argentino de Quilmes – Boca Juniors 0:2 Francisco Sas, Guillermo Fernández mecz rozegrany został na stadionie klubu Lanús |
| 26 marca 1939 | Atlanta Buenos Aires – Chacarita Juniors 0:3 César Roggero (2), Conrado Paesch                                                            |
| 26 marca 1939 | Ferro Carril Oeste – Club Atlético Lanús 1:4 Alfredo Borgnia - José García (2), Luis Arrieta, Antonio Núñez                               |
| 26 marca 1939 | Gimnasia y Esgrima La Plata – Racing Club de Avellaneda 1:1 Pascual Molina - Francisco Fandiño                                            |
| 26 marca 1939 | Independiente – Estudiantes La Plata 4:1 Juan J. Zorrilla, Arsenio Erico (3) - Carlos Cirico                                              |
| 26 marca 1939 | River Plate – CA Huracán 1:2 José M. Moreno - Ramón Guerra (2)                                                                            |
| 26 marca 1939 | Rosario Central – Vélez Sarsfield 1:3 Pedro De Blasi - Florencio Caffaratti, Juan Alonso, José M. Noguera                                 |
| 26 marca 1939 | San Lorenzo de Almagro – CA Platense 4:1 Osvaldo Bottini (2), Arturo Arrieta, Ricardo Alarcón - Vilella                                   |
| 26 marca 1939 | CA Tigre – Newell’s Old Boys 3:3 Francisco Arballo, Juan Marvezzi (2, 1k) - José Fabrini k, Mariano Sánchez, José Sisniega k              |

### Kolejka 3
| Data            | Mecz |
| --------------- | --- |
| 2 kwietnia 1939 | Boca Juniors – San Lorenzo de Almagro 2:2 José Liztherman, Rodolfo Danza k - Rubén Cavadini, Ricardo Alarcón mecz rozegrany został na stadionie klubu Ferro Carril Oeste |
| 2 kwietnia 1939 | Chacarita Juniors – Rosario Central 3:1 Carlos Lara, Fabio Cassán (2) - Francisco Rodríguez                                                                              |
| 2 kwietnia 1939 | Estudiantes La Plata – Atlanta Buenos Aires 2:2 Manuel Pelegrina, Enrique Guaita - Desiderio Álvarez, Juan D. Rodríguez                                                  |
| 2 kwietnia 1939 | CA Huracán – Ferro Carril Oeste 2:0 Herminio Masantonio, Valentín Saldomando                                                                                             |
| 2 kwietnia 1939 | Club Atlético Lanús – CA Tigre 6:2 Daniel Sabio (2), Carlos Wilson k, Antonio Núñez (2), José García - Nicanor Kajel (2)                                                 |
| 2 kwietnia 1939 | Newell’s Old Boys – CA Platense 3:2 Eduardo Gómez (2), José Sisniega - José Sisniega s, Manuel Ferreiro                                                                  |
| 2 kwietnia 1939 | Racing Club de Avellaneda – Independiente 2:0 Enrique García, Delfín Benítez Cáceres                                                                                     |
| 2 kwietnia 1939 | River Plate – Gimnasia y Esgrima La Plata 2:2 Adolfo Pedernera (2) - Luis Pérez, Manuel Rocha                                                                            |
| 2 kwietnia 1939 | Vélez Sarsfield – Argentino de CA Argentino de Quilmes 5:2 Genaro Canteli (2), Antonio Alonso, José B. Menéndez, Florencio Caffaratti - Pedro Agostini, Juan Gayol       |

### Kolejka 4
| Data            | Mecz |
| --------------- | --- |
| 9 kwietnia 1939 | Argentino de CA Argentino de Quilmes – Racing Club de Avellaneda 0:3 Delfín Benítez Cáceres (2), Enrique García                                             |
| 9 kwietnia 1939 | Atlanta Buenos Aires – Newell’s Old Boys 1:0 Juan Cerro |
| 9 kwietnia 1939 | Ferro Carril Oeste – Vélez Sarsfield 5:2 Alfredo Borgnia, José Marante, Jaime Sarlanga, Salvador Grecco, Julio Velaz - Genaro Canteli, Florencio Caffaratti |
| 9 kwietnia 1939 | Gimnasia y Esgrima La Plata – CA Huracán 4:3 Luis Pérez (3), Isidoro Orleans - Marcial Barrios, Herminio Masantonio, Emilio Baldonedo                       |
| 9 kwietnia 1939 | Independiente – Club Atlético Lanús 6:1 Vicente de la Mata (3), Arsenio Erico (2), Antonio Sastre - Antonio Núñez                                           |
| 9 kwietnia 1939 | CA Platense – Chacarita Juniors 3:2 Manuel Ferreiro (2), Juan S. Prado - Roberto Rodríguez, Fabio Cassán                                                    |
| 9 kwietnia 1939 | Rosario Central – River Plate 0:4 José M. Moreno, Luis M. Rongo (2), Constancio Rivero s                                                                    |
| 9 kwietnia 1939 | San Lorenzo de Almagro – Estudiantes La Plata 4:2 Agustín Cosso (4) - Manuel Pelegrina, Julio Gómez k                                                       |
| 9 kwietnia 1939 | CA Tigre – Boca Juniors 0:1 Daniel Pícaro |

### Kolejka 5
| Data             | Mecz |
| ---------------- | --- |
| 16 kwietnia 1939 | Boca Juniors – CA Platense 1:1 Miguel Careri - Manuel Ferreiro mecz rozegrany został na stadionie klubu Ferro Carril Oeste      |
| 16 kwietnia 1939 | Chacarita Juniors – Gimnasia y Esgrima La Plata 6:0 Fabio Cassán (2), Conrado Paesch, Juan N. Zava, Rogelio Barros (2)          |
| 16 kwietnia 1939 | Estudiantes La Plata – Newell’s Old Boys 2:1 Julio Gómez k, Ángel Laferrara - José Sisniega                                     |
| 16 kwietnia 1939 | CA Huracán – Independiente 3:2 Emilio Baldonedo (2), Herminio Masantonio - Arsenio Erico (2)                                    |
| 16 kwietnia 1939 | Club Atlético Lanús – Atlanta Buenos Aires 4:2 Luis Arrieta (2), Daniel Sabio, José Ibáñez s - Desiderio Álvarez, José Martínez |
| 16 kwietnia 1939 | Racing Club de Avellaneda – San Lorenzo de Almagro 4:0 Francisco Fandiño, Delfín Benítez Cáceres (2), Enrique García            |
| 16 kwietnia 1939 | River Plate – Argentino de CA Argentino de Quilmes 5:0 Bernabé Ferreyra (2), José M. Moreno (2), Carlos Peucelle                |
| 16 kwietnia 1939 | Rosario Central – Ferro Carril Oeste 5:0 Juan J. Grassi (2), Francisco Rodríguez, Salvador Laporta, Enrique Guerrero            |
| 16 kwietnia 1939 | Vélez Sarsfield – CA Tigre 3:2 Florencio Caffaratti (2, 1k), Ángel Fernández - Nicanor Kajel, Juan Marvezzi                     |

### Kolejka 6
| Data             | Mecz |
| ---------------- | --- |
| 23 kwietnia 1939 | Argentino de CA Argentino de Quilmes – CA Huracán 1:2 Augusto Sabattini - Herminio Masantonio, Daniel Bálsamo |
| 23 kwietnia 1939 | Atlanta Buenos Aires – Boca Juniors 2:1 José Martínez, Carlos Colosia k - Luis Carniglia                      |
| 23 kwietnia 1939 | Ferro Carril Oeste – River Plate 0:0                                                                          |
| 23 kwietnia 1939 | Gimnasia y Esgrima La Plata – Rosario Central 2:0 Tomás González, Arturo Naón                                 |
| 23 kwietnia 1939 | Independiente – Vélez Sarsfield 5:0 Arsenio Erico (5)                                                         |
| 23 kwietnia 1939 | Newell’s Old Boys – Chacarita Juniors 0:0                                                                     |
| 23 kwietnia 1939 | CA Platense – Estudiantes La Plata 1:4 Gregorio Esperón - Ángel Laferrara (3), Carlos Cirico                  |
| 23 kwietnia 1939 | San Lorenzo de Almagro – Club Atlético Lanús 0:2 A. López, Antonio Núñez                                      |
| 23 kwietnia 1939 | CA Tigre – Racing Club de Avellaneda 2:0 Eibar Ríos, Aníbal Troncoso                                          |

### Kolejka 7
| Data             | Mecz |
| ---------------- | --- |
| 30 kwietnia 1939 | Boca Juniors – Estudiantes La Plata 4:2 José Liztherman (2), Guillermo Fernández, Luis Carniglia - Julio Gómez, Ángel Laferrara mecz rozegrany został na stadionie klubu Ferro Carril Oeste   |
| 30 kwietnia 1939 | Chacarita Juniors – Ferro Carril Oeste 3:3 Conrado Paesch (3, 1k) - Mario De Andreis (2), Alfredo Borgnia                                                                                     |
| 30 kwietnia 1939 | Gimnasia y Esgrima La Plata – Argentino de CA Argentino de Quilmes 7:2 Oscar Montañez k, Tomás González, Gabino Arregui (2), Isidoro Orleans, Manuel Fidel (2) - Isaac Scliar, Pedro Agostini |
| 30 kwietnia 1939 | CA Huracán – San Lorenzo de Almagro 3:2 Emilio Baldonedo, Ramón Guerra, Herminio Masantonio - Rubén Cavadini, Ricardo Alarcón                                                                 |
| 30 kwietnia 1939 | Club Atlético Lanús – Newell’s Old Boys 1:2 Luis Arrieta - Mario Morosano, Eduardo Gómez |
| 30 kwietnia 1939 | Racing Club de Avellaneda – CA Platense 4:0 Mateo Pont, Enrique García (2), Delfín Benítez Cáceres                                                                                            |
| 30 kwietnia 1939 | River Plate – CA Tigre 5:1 José M. Moreno (4), Eladio Vaschetto - Eibar Ríos |
| 30 kwietnia 1939 | Rosario Central – Independiente 0:2 Antonio Sastre, Arsenio Erico |
| 30 kwietnia 1939 | Vélez Sarsfield – Atlanta Buenos Aires 3:1 José M. Noguera, Pascual Molina, Florencio Caffaratti - Carlos Colosia k                                                                           |

### Kolejka 8
| Data        | Mecz |
| ----------- | --- |
| 7 maja 1939 | Argentino de CA Argentino de Quilmes – Rosario Central 1:1 Elías Ibarra - Tomás Cuello                                                           |
| 7 maja 1939 | Atlanta Buenos Aires – Racing Club de Avellaneda 1:3 Oscar Irazoqui - Mateo Pont, Enrique García (2)                                             |
| 7 maja 1939 | Estudiantes La Plata – Chacarita Juniors 2:2 Juan Cámpora, Manuel Pelegrina - Carlos Lara (2)                                                    |
| 7 maja 1939 | Ferro Carril Oeste – Gimnasia y Esgrima La Plata 0:1 Luis Pérez                                                                                  |
| 7 maja 1939 | Independiente – River Plate 2:1 Vicente de la Mata, Arsenio Erico - José M. Moreno                                                               |
| 7 maja 1939 | Newell’s Old Boys – Boca Juniors 2:1 Mariano Sánchez (2) - Francisco Varallo                                                                     |
| 7 maja 1939 | CA Platense – Club Atlético Lanús 4:3 José N. Toledo, Carlos A. Priori, Pedro De Blasi, Gregorio Esperón k - Antonio Núñez, Daniel Sabio (2, 1k) |
| 7 maja 1939 | San Lorenzo de Almagro – Vélez Sarsfield 1:1 Genaro Canteli - Osvaldo Reta                                                                       |
| 7 maja 1939 | CA Tigre – CA Huracán 1:2 Nicanor Kajel - Delfín Unzué, Carlos Belfiore                                                                          |

### Kolejka 9
| Data         | Mecz |
| ------------ | --- |
| 14 maja 1939 | Chacarita Juniors – Argentino de CA Argentino de Quilmes 1:0 Rogelio Barros                                                                                   |
| 14 maja 1939 | Ferro Carril Oeste – Independiente 1:4 Mario De Andreis - Juan J. Zorrilla k, Antonio Sastre, Arsenio Erico (2)                                               |
| 14 maja 1939 | Gimnasia y Esgrima La Plata – CA Tigre 2:2 José Tombell, Ángel Lombardini - Aníbal Troncoso (2, 1k)                                                           |
| 14 maja 1939 | CA Huracán – CA Platense 6:2 Ramón Guerra (3), Carlos Belfiore, Herminio Masantonio, Emilio Baldonedo - Pedro De Blasi (2)                                    |
| 14 maja 1939 | Club Atlético Lanús – Boca Juniors 0:1 José Liztherman |
| 14 maja 1939 | Racing Club de Avellaneda – Estudiantes La Plata 5:2 Enrique García, Delfín Benítez Cáceres, Atilio Fila (2), Mateo Pont - Alberto Zozaya, Arturo Scarcella s |
| 14 maja 1939 | River Plate – Atlanta Buenos Aires 2:1 Aarón Wergifker, José M. Moreno - José Martínez                                                                        |
| 14 maja 1939 | Rosario Central – San Lorenzo de Almagro 0:0 |
| 14 maja 1939 | Vélez Sarsfield – Newell’s Old Boys 0:0 |

### Kolejka 10
| Data         | Mecz |
| ------------ | --- |
| 21 maja 1939 | Argentino de CA Argentino de Quilmes – Ferro Carril Oeste 2:6 Augusto Sabattini, Juan Gayol - Alfredo Borgnia (2), Mario De Andreis (3), Adolfo Martínez |
| 21 maja 1939 | Atlanta Buenos Aires – CA Huracán 1:2 Juan Cerro - Manuel Giúdice, Herminio Masantonio                                                                   |
| 21 maja 1939 | Boca Juniors – Chacarita Juniors 3:2 mecz rozegrany został na stadionie klubu Ferro Carril Oeste                                                         |
| 21 maja 1939 | Estudiantes La Plata – Club Atlético Lanús 3:0 Carlos Cirico, Juan C. Ribeiro Mora, Juan Cámpora                                                         |
| 21 maja 1939 | Independiente – Gimnasia y Esgrima La Plata 0:0 |
| 21 maja 1939 | Newell’s Old Boys – Racing Club de Avellaneda 2:0 Mariano Sánchez, José Fabrini                                                                          |
| 21 maja 1939 | CA Platense – Vélez Sarsfield 2:1 Ricardo Becerra s, Oscar Larretchart - Antonio Alonso                                                                  |
| 21 maja 1939 | San Lorenzo de Almagro – River Plate 4:2 Isidro Lángara (4) - Carlos Peucelle, Luis M. Rongo k                                                           |
| 21 maja 1939 | CA Tigre – Rosario Central 2:0 Juan Marvezzi, Aníbal Troncoso                                                                                            |

### Kolejka 11
| Data         | Mecz |
| ------------ | --- |
| 28 maja 1939 | Argentino de CA Argentino de Quilmes – CA Tigre 3:3 Isaac Scliar k, Augusto Sabattini, Elías Ibarra - Juan Marvezzi, Aníbal Troncoso (2, 1k) |
| 28 maja 1939 | Chacarita Juniors – Independiente 3:1 Carlos Lara, Fabio Cassán (2) - Manuel Aragüez s                                                       |
| 28 maja 1939 | Ferro Carril Oeste – San Lorenzo de Almagro 1:2 Adolfo Martínez - Horacio Noseda s, Waldemar do Brito                                        |
| 28 maja 1939 | Gimnasia y Esgrima La Plata – Atlanta Buenos Aires 4:3 Luis Pérez (2), Manuel Fidel (2) - Lorenzo Tornarolli, Juan Cerro (2)                 |
| 28 maja 1939 | CA Huracán – Estudiantes La Plata 2:2 Herminio Masantonio, Emilio Baldonedo k - Julio Gómez k, Juan Cámpora                                  |
| 28 maja 1939 | Racing Club de Avellaneda – Club Atlético Lanús 3:1 Francisco Fandiño (2), Juan A. Devizia - Luis Arrieta                                    |
| 28 maja 1939 | River Plate – Newell’s Old Boys 2:2 Adolfo Pedernara k, Bruno Rodolfi - José Fabrini, Alberto Belén                                          |
| 28 maja 1939 | Rosario Central – CA Platense 4:1 Salvador Laporta, Francisco Rodríguez, Ricardo Cisterna (2) - Manuel Ferreiro                              |
| 28 maja 1939 | Vélez Sarsfield – Boca Juniors 1:2 Ángel Fernández - José Liztherman, Daniel Pícaro                                                          |

### Kolejka 12
| Data           | Mecz |
| -------------- | --- |
| 4 czerwca 1939 | Atlanta Buenos Aires – Rosario Central 0:1 Francisco Rodríguez                                                                   |
| 4 czerwca 1939 | Boca Juniors – Racing Club de Avellaneda 1:0 José Liztherman mecz rozegrany został na stadionie klubu Ferro Carril Oeste         |
| 4 czerwca 1939 | Estudiantes La Plata – Vélez Sarsfield 1:2 Manuel Pelegrina - Victorio Spinetto (2)                                              |
| 4 czerwca 1939 | Independiente – Argentino de CA Argentino de Quilmes 7:0 Emilio Reuben (2), Arsenio Erico (3), Andrés Coll (2)                   |
| 4 czerwca 1939 | Club Atlético Lanús – Chacarita Juniors 3:2 Luis Arrieta (2), Daniel Sabio - Carlos Lara, Rogelio Barros                         |
| 4 czerwca 1939 | Newell’s Old Boys – CA Huracán 2:1 José Fabrini, Mariano Sánchez - Valentín Saldomando                                           |
| 4 czerwca 1939 | CA Platense – River Plate 1:4 Gregorio Esperón k - Humberto Maffei (2), José M. Moreno, Adolfo Pedernera                         |
| 4 czerwca 1939 | San Lorenzo de Almagro – Gimnasia y Esgrima La Plata 4:1 Isidro Lángara (2), Osvaldo Bottini, Waldemar do Brito - Gabino Arregui |
| 4 czerwca 1939 | CA Tigre – Ferro Carril Oeste 4:1 Juan Marvezzi (3), Genaro Canteli                                                              |

### Kolejka 13
| Data            | Mecz |
| --------------- | --- |
| 11 czerwca 1939 | Argentino de CA Argentino de Quilmes – Atlanta Buenos Aires 2:3 Juan Gayol, Isaac Scliar k - Daniel Bálsamo, Oscar Irazoqui (2, 1k)                         |
| 11 czerwca 1939 | Chacarita Juniors – CA Tigre 3:1 Carlos Lara, Rogelio Barros, Manuel Aragüez - Gerardo Videla                                                               |
| 11 czerwca 1939 | Ferro Carril Oeste – CA Platense 2:2 José Marante k, Mario De Andreis - Pedro De Blasi, Carlos A. Priori                                                    |
| 11 czerwca 1939 | Gimnasia y Esgrima La Plata – Newell’s Old Boys 1:7 Luis Pérez - José Fabrini (5), Ángel Perucca, Mario Morosano                                            |
| 11 czerwca 1939 | CA Huracán – Club Atlético Lanús 6:3 Herminio Masantonio (4), Delfín Unzué (2) - Luis Arrieta (2), Daniel Sabio k                                           |
| 11 czerwca 1939 | Independiente – San Lorenzo de Almagro 1:0 Arsenio Erico |
| 11 czerwca 1939 | River Plate – Boca Juniors 0:2 Daniel Pícaro, Francisco Varallo                                                                                             |
| 11 czerwca 1939 | Rosario Central – Estudiantes La Plata 4:1 Francisco De Angelis s, Salvador Laporta, Ricardo Cisterna (2) - Alberto Zozaya                                  |
| 11 czerwca 1939 | Vélez Sarsfield – Racing Club de Avellaneda 4:3 Antonio Alonso (2), José M. Noguera, Eduardo Correa - Francisco Fandiño, Mateo Pont, Delfín Benítez Cáceres |

### Kolejka 14
| Data            | Mecz |
| --------------- | --- |
| 18 czerwca 1939 | Atlanta Buenos Aires – Ferro Carril Oeste 1:1 Oscar Irazoqui - Jaime Sarlanga                                                                              |
| 18 czerwca 1939 | Boca Juniors – CA Huracán 1:3 Rodolfo Danza k - Emilio Baldonedo (2), Plácido Rodríguez mecz rozegrany został na stadionie klubu San Lorenzo de Almagro    |
| 18 czerwca 1939 | Estudiantes La Plata – River Plate 1:0 Alberto Zozaya |
| 18 czerwca 1939 | Club Atlético Lanús – Vélez Sarsfield 1:3 mecz rozegrany został na stadionie klubu Talleres Remedios de Escalada                                           |
| 18 czerwca 1939 | Newell’s Old Boys – Rosario Central 1:1 Ángel Perucca - Alejandro Barrios                                                                                  |
| 18 czerwca 1939 | CA Platense – Gimnasia y Esgrima La Plata 4:1 Oscar Larretchart, Martín García, Pedro De Blasi, Juan S. Prado - Manuel Fidel                               |
| 18 czerwca 1939 | Racing Club de Avellaneda – Chacarita Juniors 1:2 Vicente Zito - Rogelio Barros (2)                                                                        |
| 18 czerwca 1939 | CA Tigre – Independiente 1:4 Juan Marvezzi k - Vicente de la Mata (2), Juan J. Zorrilla (2)                                                                |
| 20 czerwca 1939 | San Lorenzo de Almagro – Argentino de CA Argentino de Quilmes 7:1 Agustín Cosso (2), Isidro Lángara (3), Ángel Zubieta, Waldemar do Brito - Rodolfo Jara k |

### Kolejka 15
| Data            | Mecz |
| --------------- | --- |
| 25 czerwca 1939 | Argentino de CA Argentino de Quilmes – Newell’s Old Boys 0:3 José Fabrini (2), José Sisniega k                           |
| 25 czerwca 1939 | Chacarita Juniors – San Lorenzo de Almagro 2:4 Fabio Cassán (2) - Waldemar do Brito (2), Agustín Cosso, Salustiano Vidal |
| 25 czerwca 1939 | Ferro Carril Oeste – Estudiantes La Plata 0:2 Alberto Zozaya, Manuel Pelegrina                                           |
| 25 czerwca 1939 | Gimnasia y Esgrima La Plata – Boca Juniors 2:1 Silvio Cerioni, Manuel Rocha - Rodolfo Danza                              |
| 25 czerwca 1939 | CA Huracán – Vélez Sarsfield 2:0 Emilio Baldonedo, Manuel Giúdice                                                        |
| 25 czerwca 1939 | Independiente – CA Platense 2:1 Vicente de la Mata, Emilio Reuben - Pedro De Blasi                                       |
| 25 czerwca 1939 | River Plate – Racing Club de Avellaneda 3:2 Mario Avalle s, Carlos Peucelle (2) - Juan A. Devizia, José Díaz             |
| 25 czerwca 1939 | Rosario Central – Club Atlético Lanús 3:1 Oscar Díaz, Enrique Guerrero, Salvador Laporta - Alfredo Cravero               |
| 25 czerwca 1939 | CA Tigre – Atlanta Buenos Aires 2:0 Gerardo Videla, Juan Marvezzi                                                        |

### Kolejka 16
| Data         | Mecz |
| ------------ | --- |
| 2 lipca 1939 | Atlanta Buenos Aires – Independiente 2:5 Roberto Martino (2) - Antonio Sastre (3), Arsenio Erico (2)                                                                       |
| 2 lipca 1939 | Boca Juniors – Rosario Central 3:0 Américo Di Leo (2), Oscar Boggio mecz rozegrany został na stadionie klubu Ferro Carril Oeste                                            |
| 2 lipca 1939 | Estudiantes La Plata – Gimnasia y Esgrima La Plata 0:2 Manuel Rocha, Luis Pérez                                                                                            |
| 2 lipca 1939 | Club Atlético Lanús – River Plate 1:5 Adolfo Romero - Jorge Alcalde (2), Carlos Peucelle, Eladio Vaschetto, José Martínez mecz rozegrany został na stadionie klubu Huracán |
| 2 lipca 1939 | Newell’s Old Boys – Ferro Carril Oeste 5:3 José Fabrini, Mario Morosano, Alberto Belén (2), Eduardo Gómez - Luis Amaya, Alfredo Borgnia, Raúl Natino                       |
| 2 lipca 1939 | CA Platense – Argentino de CA Argentino de Quilmes 8:0 Martín García (2), Oscar Larretchart (3), Pedro De Blasi, Juan S. Prado (2)                                         |
| 2 lipca 1939 | Racing Club de Avellaneda – CA Huracán 0:3 Herminio Masantonio (2), Rubén Perdomo                                                                                          |
| 2 lipca 1939 | San Lorenzo de Almagro – CA Tigre 3:2 Waldemar do Brito, Alfredo Montoya, Isidro Lángara k - Juan Marvezzi, Nicanor Kajel                                                  |
| 2 lipca 1939 | Vélez Sarsfield – Chacarita Juniors 2:1 Antonio Alonso, José B. Menéndez - Manuel Aragüez                                                                                  |

### Kolejka 17
| Data          | Mecz |
| ------------- | --- |
| 16 lipca 1939 | Argentino de CA Argentino de Quilmes – Estudiantes La Plata 1:2 Ismael Zabaleta - Carlos Cirico, Juan C. Ribeiro Mora      |
| 16 lipca 1939 | Chacarita Juniors – CA Huracán 4:1 Rafael Villagra s, Fabio Cassán (3) - Herminio Masantonio                               |
| 16 lipca 1939 | Ferro Carril Oeste – Boca Juniors 3:4 Luis Amaya, Alfredo Borgnia, Gilberto Dell’Aqua - Francisco Sas, Ricardo Alarcón (3) |
| 16 lipca 1939 | Gimnasia y Esgrima La Plata – Club Atlético Lanús 3:1 Gabino Arregui (2), Manuel Rocha - José García                       |
| 16 lipca 1939 | Independiente – Newell’s Old Boys 2:0 Antonio Sastre, Vicente de la Mata                                                   |
| 16 lipca 1939 | River Plate – Vélez Sarsfield 3:0 José M. Moreno (3)                                                                       |
| 16 lipca 1939 | Rosario Central – Racing Club de Avellaneda 3:1 Juan J. Grassi, Ricardo Cisterna (2) - Francisco Fandiño                   |
| 16 lipca 1939 | San Lorenzo de Almagro – Atlanta Buenos Aires 3:1 Isidro Lángara (3, 1k) - Daniel Bálsamo                                  |
| 16 lipca 1939 | CA Tigre – CA Platense 2:1 Gerardo Videla, Nicanor Kajel - Oscar Larretchart                                               |
| ?? 1941       | CA Huracán – Independiente 2:1 mecz o mistrzostwo pierwszej rundy – data meczu nieznana                                    |

### Kolejka 18
| Data          | Mecz |
| ------------- | --- |
| 23 lipca 1939 | Argentino de CA Argentino de Quilmes – Club Atlético Lanús 2:8 Ismael Zabaleta, Augusto Sabattini - José García (2), Rubén Aveiro, Luis Arrieta (4), Antonio Núñez |
| 23 lipca 1939 | Atlanta Buenos Aires – CA Platense 1:1 Roberto Martino - Pedro De Blasi                                                                                            |
| 23 lipca 1939 | Ferro Carril Oeste – Racing Club de Avellaneda 2:6 Salvador Grecco, Alfredo Borgnia - Enrique García k, Eibar Ríos (3), Héctor Narvarte, Delfín Benítez Cáceres    |
| 23 lipca 1939 | Gimnasia y Esgrima La Plata – Vélez Sarsfield 2:1 Manuel Fidel (2) - Victorio Spinetto                                                                             |
| 23 lipca 1939 | Independiente – Boca Juniors 5:2 Vicente de la Mata (2), Antonio Sastre, Arsenio Erico, Juan J. Zorrilla - Américo Di Leo, Tomás González                          |
| 23 lipca 1939 | River Plate – Chacarita Juniors 2:1 Eladio Vaschetto, Carlos Peucelle - Fabio Cassán                                                                               |
| 23 lipca 1939 | Rosario Central – CA Huracán 0:2 Herminio Masantonio, Emilio Baldonedo                                                                                             |
| 23 lipca 1939 | San Lorenzo de Almagro – Newell’s Old Boys 2:4 Gabino Ballestero, Isidro Lángara - José Fabrini, Alberto Belén, Eduardo Gómez, Ramón Otazo                         |
| 23 lipca 1939 | CA Tigre – Estudiantes La Plata 2:1 Antonio Castellanos, Nicanor Kajel - Remo Nucitelli                                                                            |

### Kolejka 19
| Data          | Mecz |
| ------------- | --- |
| 30 lipca 1939 | Boca Juniors – Argentino de CA Argentino de Quilmes 7:1 Américo Di Leo (3), Francisco Sas (3), Ricardo Stagi - Castelucci mecz rozegrany został na stadionie klubu Ferro Carril Oeste |
| 30 lipca 1939 | Chacarita Juniors – Atlanta Buenos Aires 1:1 Fabio Cassán - Roberto Martino |
| 30 lipca 1939 | Estudiantes La Plata – Independiente 0:1 Juan J. Zorrilla |
| 30 lipca 1939 | CA Huracán – River Plate 1:1 Emilio Baldonedo - Carlos Peucelle |
| 30 lipca 1939 | Club Atlético Lanús – Ferro Carril Oeste 9:1 Antonio Núñez, José García (2), Luis Arrieta (5), Rubén Aveiro - Jaime Sarlanga                                                          |
| 30 lipca 1939 | Newell’s Old Boys – CA Tigre 6:0 Francisco Rúa (2), Rafael Franco, Eduardo Gómez (2), José Fabrini                                                                                    |
| 30 lipca 1939 | CA Platense – San Lorenzo de Almagro 1:1 Pedro De Blasi - Isidro Lángara |
| 30 lipca 1939 | Racing Club de Avellaneda – Gimnasia y Esgrima La Plata 1:1 Delfín Benítez Cáceres - Manuel Fidel                                                                                     |
| 30 lipca 1939 | Vélez Sarsfield – Rosario Central 1:1 Eduardo Correa - Francisco Sosa |

### Kolejka 20
| Data            | Mecz |
| --------------- | --- |
| 6 sierpnia 1939 | Argentino de CA Argentino de Quilmes – Vélez Sarsfield 1:4 Ismael Zabaleta - Victorio Spinetto (2, 1k), Osvaldo Reta, José M. Noguera        |
| 6 sierpnia 1939 | Atlanta Buenos Aires – Estudiantes La Plata 1:3 Daniel Bálsamo - Juan J. Negri, Santiago Mateo, Saúl Ongaro                                  |
| 6 sierpnia 1939 | Ferro Carril Oeste – CA Huracán 1:0 Horacio Rodríguez                                                                                        |
| 6 sierpnia 1939 | Gimnasia y Esgrima La Plata – River Plate 1:3 Manuel Fidel - José M. Moreno, Eladio Vaschetto, Jorge Alcalde                                 |
| 6 sierpnia 1939 | Independiente – Racing Club de Avellaneda 3:3 Antonio Sastre, Arsenio Erico (2) - Delfín Benítez Cáceres, Enrique García k, Sabino Coletta s |
| 6 sierpnia 1939 | CA Platense – Newell’s Old Boys 3:3 Carlos A. Priori, Oscar Larretchart, Pedro De Blasi - Eduardo Gómez (2), Rafael Franco                   |
| 6 sierpnia 1939 | Rosario Central – Chacarita Juniors 2:1 Ramón Chaves, Juan J. Grassi - Fabio Cassán                                                          |
| 6 sierpnia 1939 | San Lorenzo de Almagro – Boca Juniors 1:0 Waldemar do Brito                                                                                  |
| 6 sierpnia 1939 | CA Tigre – Club Atlético Lanús 1:0 Juan Marvezzi                                                                                             |

### Kolejka 21
| Data             | Mecz |
| ---------------- | --- |
| 13 sierpnia 1939 | Newell’s Old Boys – Atlanta Buenos Aires 4:0 Rafael Franco (2), Eduardo Gómez (2)                                                                    |
| 20 sierpnia 1939 | Boca Juniors – CA Tigre 4:0 Ricardo Alarcón (2), Américo Di Leo, Tomás González mecz rozegrany został na stadionie klubu Ferro Carril Oeste          |
| 20 sierpnia 1939 | Chacarita Juniors – CA Platense 1:0 Domingo Boero s                                                                                                  |
| 20 sierpnia 1939 | Estudiantes La Plata – San Lorenzo de Almagro 1:3 Saúl Ongaro k - Waldemar do Brito, Agustín Cosso, Tomás Beristain                                  |
| 20 sierpnia 1939 | CA Huracán – Gimnasia y Esgrima La Plata 5:2 Emilio Baldonedo, Manuel Giúdice, Herminio Masantonio (2), Rubén Perdomo - Gabino Arregui, Manuel Fidel |
| 20 sierpnia 1939 | Club Atlético Lanús – Independiente 1:2 Luis Arrieta - Antonio Sastre, Juan J. Maril                                                                 |
| 20 sierpnia 1939 | Racing Club de Avellaneda – Argentino de CA Argentino de Quilmes 7:1 Delfín Benítez Cáceres (5), Enrique García k, Juan A. Devizia - Rodolfo Jara k  |
| 20 sierpnia 1939 | River Plate – Rosario Central 6:0 Eladio Vaschetto, Constancio Rivero s, Carlos Peucelle, Jorge Alcalde (2), José M. Moreno                          |
| 20 sierpnia 1939 | Vélez Sarsfield – Ferro Carril Oeste 1:1 Victorio Spinetto - Raúl Natino                                                                             |

### Kolejka 22
| Data             | Mecz |
| ---------------- | --- |
| 27 sierpnia 1939 | Newell’s Old Boys – Estudiantes La Plata 3:3 Rafael Franco, José Fabrini, Alberto Belén - Xenofonte Marconi, Julio Gómez, Manuel Pelegrina              |
| 3 września 1939  | Argentino de CA Argentino de Quilmes – River Plate 1:4 Ismael Zabaleta - Eladio Vaschetto, José M. Moreno (2), Jorge Alcalde                            |
| 3 września 1939  | Atlanta Buenos Aires – Club Atlético Lanús 4:4 Carlos Colosia (2), Natalio Zambruno, Elviro Caramellino - Daniel Sabio, Luis Arrieta (2), Antonio Núñez |
| 3 września 1939  | Ferro Carril Oeste – Rosario Central 2:5 Raúl Natino, Alfredo Borgnia - Harry Hayes (4), Ricardo Cisterna                                               |
| 3 września 1939  | Gimnasia y Esgrima La Plata – Chacarita Juniors 0:0 |
| 3 września 1939  | Independiente – CA Huracán 2:1 Juan J. Zorrilla (2, 1k) - Plácido Rodríguez                                                                             |
| 3 września 1939  | CA Platense – Boca Juniors 0:0 |
| 3 września 1939  | San Lorenzo de Almagro – Racing Club de Avellaneda 4:0 Salustiano Vidal, Waldemar do Brito, Isidro Lángara (2, 1k)                                      |
| 3 września 1939  | CA Tigre – Vélez Sarsfield 2:0 Juan Marvezzi (2) |

### Kolejka 23
| Data             | Mecz |
| ---------------- | --- |
| 24 września 1939 | Boca Juniors – Atlanta Buenos Aires 3:0 Francisco Varallo, Francisco Sas (2) mecz rozegrany został na stadionie klubu Ferro Carril Oeste |
| 24 września 1939 | Chacarita Juniors – Newell’s Old Boys 1:0 Fabio Cassán                                                                                   |
| 24 września 1939 | Estudiantes La Plata – CA Platense 0:2 Oscar Larretchart, Juan S. Prado mecz rozegrany został na stadionie klubu Gimnasia y Esgrima      |
| 24 września 1939 | CA Huracán – Argentino de CA Argentino de Quilmes 7:1 Plácido Rodríguez (2), Herminio Masantonio (4), Armando Ríos - Pedro Ajamil        |
| 24 września 1939 | Club Atlético Lanús – San Lorenzo de Almagro 5:2 Luis Arrieta (3), Daniel Sabio, A. López - Isidro Lángara, Waldemar do Brito            |
| 24 września 1939 | Racing Club de Avellaneda – CA Tigre 4:1 Vicente Zito (2), Delfín Benítez Cáceres, Enrique García - Gerardo Videla                       |
| 24 września 1939 | River Plate – Ferro Carril Oeste 4:1 Carlos Peucelle, Adolfo Pedernera, Florencio Caffaratti, Jorge Alcalde - Toribio Soria              |
| 24 września 1939 | Rosario Central – Gimnasia y Esgrima La Plata 4:1 Aníbal Maffei, Harry Hayes (2), David Marcovich - Miguel Domínguez                     |
| 24 września 1939 | Vélez Sarsfield – Independiente 1:3 Victorio Spinetto - Vicente de la Mata, Emilio Reuben, Arsenio Erico                                 |

### Kolejka 24
| Data                | Mecz |
| ------------------- | --- |
| 1 października 1939 | Argentino de CA Argentino de Quilmes – Gimnasia y Esgrima La Plata 0:0                                                  |
| 1 października 1939 | Atlanta Buenos Aires – Vélez Sarsfield 0:2 Victorio Spinetto, Osvaldo Reta                                              |
| 1 października 1939 | Estudiantes La Plata – Boca Juniors 1:1 Ángel Laferrara - Francisco Varallo                                             |
| 1 października 1939 | Ferro Carril Oeste – Chacarita Juniors 1:2 Salvador Grecco - Fabio Cassán, Manuel Aragüez k                             |
| 1 października 1939 | Independiente – Rosario Central 1:3 Juan J. Zorrilla k - Harry Hayes, David Marcovich (2)                               |
| 1 października 1939 | Newell’s Old Boys – Club Atlético Lanús 1:3 Eduardo Gómez - José García, A. López, Daniel Sabio                         |
| 1 października 1939 | CA Platense – Racing Club de Avellaneda 0:1 Francisco Fandiño                                                           |
| 1 października 1939 | San Lorenzo de Almagro – CA Huracán 2:5 Isidro Lángara (2) - Emilio Baldonedo (2), Rubén Perdomo, Plácido Rodríguez (2) |
| 1 października 1939 | CA Tigre – River Plate 1:3 Gerardo Videla - Florencio Caffaratti (3)                                                    |

### Kolejka 25
| Data                 | Mecz |
| -------------------- | --- |
| 12 października 1939 | Boca Juniors – Newell’s Old Boys 4:0 Miguel Careri (2, 1k), Francisco Sas, Francisco Varallo mecz rozegrany został na stadionie klubu Ferro Carril Oeste |
| 12 października 1939 | Chacarita Juniors – Estudiantes La Plata 1:2 Rogelio Barros - Julio Gómez, Manuel Pelegrina                                                              |
| 12 października 1939 | Gimnasia y Esgrima La Plata – Ferro Carril Oeste 4:2 Isidoro Orleans (3), Manuel Rocha - Alfredo Borgnia, Salvador Grecco                                |
| 12 października 1939 | CA Huracán – CA Tigre 1:1 Plácido Rodríguez - Raimundo Sandoval mecz rozegrany został na stadionie klubu San Lorenzo de Almagro                          |
| 12 października 1939 | Club Atlético Lanús – CA Platense 1:3 Antonio Núñez - Atilio Ducca s, Venancio Barría, Oscar Larretchart                                                 |
| 12 października 1939 | Racing Club de Avellaneda – Atlanta Buenos Aires 6:1 Delfín Benítez Cáceres (4), Vicente Zito, Enrique García - Andrés Ramos                             |
| 12 października 1939 | River Plate – Independiente 2:3 Carlos Peucelle, Adolfo Pedernera - Vicente de la Mata (2), Arsenio Erico                                                |
| 12 października 1939 | Rosario Central – Argentino de CA Argentino de Quilmes 4:2 Harry Hayes (2), Aníbal Maffei (2) - Juan Gayol (2)                                           |
| 12 października 1939 | Vélez Sarsfield – San Lorenzo de Almagro 0:4 Gabino Ballesteros, Waldemar do Brito (2), Isidro Lángara                                                   |

### Kolejka 26
| Data                 | Mecz |
| -------------------- | --- |
| 15 października 1939 | Argentino de CA Argentino de Quilmes – Chacarita Juniors 1:5 Juan Gayol - Fabio Cassán (4), Manuel Aragüez                                                            |
| 15 października 1939 | Atlanta Buenos Aires – River Plate 2:4 Alfredo Gáspari, Elviro Caramellino - Jorge Alcalde, Florencio Caffaratti, Antonio Blanco k, Ángel Labruna                     |
| 15 października 1939 | Boca Juniors – Club Atlético Lanús 4:1 Ricardo Alarcón (2), Miguel Careri k, Francisco Sas - Luis Arrieta mecz rozegrany został na stadionie klubu Ferro Carril Oeste |
| 15 października 1939 | Estudiantes La Plata – Racing Club de Avellaneda 3:0 Ricardo Galarza (2), Carlos Cirico                                                                               |
| 15 października 1939 | Independiente – Ferro Carril Oeste 6:1 Arsenio Erico (2), Vicente de la Mata (2), Antonio Sastre, Juan J. Maril - Mario De Andreis                                    |
| 15 października 1939 | Newell’s Old Boys – Vélez Sarsfield 4:0 Mario Morosano (2), Francisco Rúa k, Rafael Franco                                                                            |
| 15 października 1939 | CA Platense – CA Huracán 0:3 Emilio Baldonedo, Rubén Perdomo (2) |
| 15 października 1939 | San Lorenzo de Almagro – Rosario Central 3:0 Gabino Ballesteros, Salustiano Vidal, Isidro Lángara                                                                     |
| 15 października 1939 | CA Tigre – Gimnasia y Esgrima La Plata 2:1 Juan Marvezzi, Gerardo Videla - Gismondi                                                                                   |

### Kolejka 27
| Data                 | Mecz |
| -------------------- | --- |
| 22 października 1939 | Chacarita Juniors – Boca Juniors 1:1 Conrado Paesch - Américo Di Leo |
| 22 października 1939 | Ferro Carril Oeste – Argentino de CA Argentino de Quilmes 5:0 Marcelino Funes, S. Amaya, Raúl Natino, Jaime Sarlanga (2)                                                |
| 22 października 1939 | Gimnasia y Esgrima La Plata – Independiente 0:5 Antonio Sastre, Juan J. Zorrilla k, Celestino Martínez, Arsenio Erico (2)                                               |
| 22 października 1939 | CA Huracán – Atlanta Buenos Aires 7:2 Alberto Crotti, Emilio Baldonedo (2, 1k), Carlos Marinelli, Manuel Giúdice, Plácido Rodríguez, Rubén Perdomo - Oscar Irazoqui (2) |
| 22 października 1939 | Club Atlético Lanús – Estudiantes La Plata 6:3 Antonio Núñez, Daniel Sabio (3), Adolfo Romero (2) - Ricardo Galarza, Manuel Pelegrina, Juan J. Negri                    |
| 22 października 1939 | Racing Club de Avellaneda – Newell’s Old Boys 2:1 Delfín Benítez Cáceres, Enrique García - Mariano Sánchez                                                              |
| 22 października 1939 | River Plate – San Lorenzo de Almagro 2:0 José Martínez, Jorge Alcalde                                                                                                   |
| 22 października 1939 | Rosario Central – CA Tigre 1:2 Aníbal Maffei - Raimundo Sandoval, Juan A. Fattoni                                                                                       |
| 22 października 1939 | Vélez Sarsfield – CA Platense 2:1 Alfredo Benaglio, Ángel Fernández - Carlos A. Priori                                                                                  |

### Kolejka 28
| Data                 | Mecz |
| -------------------- | --- |
| 29 października 1939 | Atlanta Buenos Aires – Gimnasia y Esgrima La Plata 3:0 H. Maffei, Antonio Del Felice, Oscar Irazoqui                                            |
| 29 października 1939 | Boca Juniors – Vélez Sarsfield 3:0 Francisco Varallo, Miguel Careri, Américo Di Leo mecz rozegrany został na stadionie klubu Ferro Carril Oeste |
| 29 października 1939 | Estudiantes La Plata – CA Huracán 4:0 Carlos Cirico (2), Manuel Pelegrina (2)                                                                   |
| 29 października 1939 | Independiente – Chacarita Juniors 4:2 Arsenio Erico (2), Manuel Aragüez s, Vicente de la Mata - Villela (2)                                     |
| 29 października 1939 | Club Atlético Lanús – Racing Club de Avellaneda 2:2 Luis Arrieta, Daniel Sabio - Enrique García, Mateo Pont                                     |
| 29 października 1939 | Newell’s Old Boys – River Plate 1:1 Eduardo Gómez - Ángel Labruna                                                                               |
| 29 października 1939 | CA Platense – Rosario Central 5:1 Oscar Larretchart, Venancio Barría (2), Enrique Amiano (2) - Ricardo Cisterna                                 |
| 29 października 1939 | San Lorenzo de Almagro – Ferro Carril Oeste 5:1 Tomás Beristain (2), Waldemar do Brito, Isidro Lángara (2) - José M. Marante k                  |
| 29 października 1939 | CA Tigre – Argentino de CA Argentino de Quilmes 3:2                                                                                             |

### Kolejka 29
| Data             | Mecz |
| ---------------- | --- |
| 1 listopada 1939 | Argentino de CA Argentino de Quilmes – Independiente 1:3 Pedro Ajamil - Juan J. Maril, Arsenio Erico, Antonio Sastre |
| 1 listopada 1939 | Chacarita Juniors – Club Atlético Lanús 1:0 Fabio Cassán                                                             |
| 1 listopada 1939 | Ferro Carril Oeste – CA Tigre 0:4 Genaro Canteli, Juan A. Fattoni, Juan Marvezzi (2)                                 |
| 1 listopada 1939 | Gimnasia y Esgrima La Plata – San Lorenzo de Almagro 1:3 Isidoro Orleans - Isidro Lángara (3)                        |
| 1 listopada 1939 | CA Huracán – Newell’s Old Boys 3:0 Rogelio Ortiz, Herminio Masantonio, Plácido Rodríguez                             |
| 1 listopada 1939 | Racing Club de Avellaneda – Boca Juniors 1:0 Juan A. Devizia                                                         |
| 1 listopada 1939 | River Plate – CA Platense 3:2 Jorge Alcalde, Ángel Labruna (2) - Juan S. Prado (2)                                   |
| 1 listopada 1939 | Rosario Central – Atlanta Buenos Aires 6:1 Aníbal Maffei, Harry Hayes (5) - H. Maffei                                |
| 1 listopada 1939 | Vélez Sarsfield – Estudiantes La Plata 1:0 Ángel Fernández                                                           |

### Kolejka 30
| Data             | Mecz |
| ---------------- | --- |
| 5 listopada 1939 | Atlanta Buenos Aires – Argentino de CA Argentino de Quilmes 5:2 Mesuracco, Carlos Colosia (3), Andrés Ramos - Juan Gayol (2)                     |
| 5 listopada 1939 | Boca Juniors – River Plate 1:2 Francisco Varallo - Antonio Blanco, Ángel Labruna mecz rozegrany został na stadionie klubu San Lorenzo de Almagro |
| 5 listopada 1939 | Estudiantes La Plata – Rosario Central 6:2 Manuel Pelegrina (2), Juan J. Negri (2), S. Mateo (2) - David Marcovich, Salvador Laporta             |
| 5 listopada 1939 | Club Atlético Lanús – CA Huracán 5:2 A. López, Luis Arrieta, Adolfo Romero (2), Antonio Núñez - Plácido Rodríguez, Herminio Masantonio           |
| 5 listopada 1939 | Newell’s Old Boys – Gimnasia y Esgrima La Plata 3:0 Francisco Rúa k, Norberto Pairoux, Eduardo Gómez                                             |
| 5 listopada 1939 | CA Platense – Ferro Carril Oeste 2:1 Gregorio Esperón, Oscar Larretchart k - H. Rodríguez                                                        |
| 5 listopada 1939 | Racing Club de Avellaneda – Vélez Sarsfield 2:2 Francisco Fandiño, Mateo Pont - Alfredo Benaglio, Victorio Spinetto                              |
| 5 listopada 1939 | San Lorenzo de Almagro – Independiente 0:3 Vicente de la Mata (2), Arsenio Erico                                                                 |
| 5 listopada 1939 | CA Tigre – Chacarita Juniors 2:1 Raimundo Sandoval, Juan Marvezzi - Manuel Aragüez k                                                             |

### Kolejka 31
| Data              | Mecz |
| ----------------- | --- |
| 12 listopada 1939 | Argentino de CA Argentino de Quilmes – San Lorenzo de Almagro 1:7 Pedro Ajamil - Waldemar do Brito, Isidro Lángara (4), Alberto Lorenzo (2) mecz rozegrany został na stadionie klubu Chacarita Juniors |
| 12 listopada 1939 | Chacarita Juniors – Racing Club de Avellaneda 0:2 Vicente Zito, Mateo Pont |
| 12 listopada 1939 | Ferro Carril Oeste – Atlanta Buenos Aires 1:1 Alberto Lijé - Carlos Belfiore |
| 12 listopada 1939 | Gimnasia y Esgrima La Plata – CA Platense 1:3 Adolfo Juárez - Enrique Amiano (2), Pedro De Blasi |
| 12 listopada 1939 | CA Huracán – Boca Juniors 3:2 Emilio Baldonedo (3) - Francisco Varallo, Daniel Pícaro |
| 12 listopada 1939 | Independiente – CA Tigre 6:1 Arsenio Erico (3), Juan J. Zorrilla (2), Juan J. Maril - Raimundo Sandoval                                                                                                |
| 12 listopada 1939 | River Plate – Estudiantes La Plata 3:2 Florencio Caffaratti, Alberto Blanco, Leonardo Cilaurren - Manuel Pelegrina (2)                                                                                 |
| 12 listopada 1939 | Rosario Central – Newell’s Old Boys 1:1 Juan J. Grassi - Norberto Pairoux |
| 12 listopada 1939 | Vélez Sarsfield – Club Atlético Lanús 3:1 Alfredo Benaglio, José M. Noguera, Victorio Spinetto k - Atilio Ducca k                                                                                      |

### Kolejka 32
| Data              | Mecz |
| ----------------- | --- |
| 18 listopada 1939 | Estudiantes La Plata – Ferro Carril Oeste 3:3 Julio Gómez (2, 1k), Juan J. Negri - Alberto Lijé (2), H. Rodríguez |
| 19 listopada 1939 | Atlanta Buenos Aires – CA Tigre 4:2 Carlos Colosia (3), Andrés Ramos - Juan Marvezzi (2) |
| 19 listopada 1939 | Boca Juniors – Gimnasia y Esgrima La Plata 1:1 Daniel Pícaro - Luis Pérez mecz rozegrany został na stadionie klubu Ferro Carril Oeste |
| 19 listopada 1939 | Club Atlético Lanús – Rosario Central 4:1 Luis Arrieta, A. López, José García, José Ramos - Salvador Laporta |
| 19 listopada 1939 | Newell’s Old Boys – Argentino de CA Argentino de Quilmes 4:0 Manuel Dorado, José Fabrini, Francisco Rúa, Eduardo Gómez |
| 19 listopada 1939 | CA Platense – Independiente 0:2(0:0) Widzowie: ~11 000 Sędzia: Rafael Carou. Bramki: 0:1 Antonio Sastre 49, 0:2 Vicente de la Mata 84 Club Atlético Platense: Miguel Ángel López – Carlos Roberto Aldabe, Domingo Boero, Gregorio Juan Esperón, José Norberto Toledo, Norberto Galvagni, Eduardo Oviedo, Juan Prado, Pedro De Biasi, Enrique Amiano, Eduardo Ithurbide. CA Independiente: Fernando Bello – Fermín Lecea, Sabino Coletta – Luis Franzolini, Raúl Osvaldo Leguizamón, Celestino Martínez, Juan José Maril, Vicente de la Mata, Arsenio Erico, Antonio Sastre, Juan José Zorrilla. |
| 19 listopada 1939 | Racing Club de Avellaneda – River Plate 3:1 Alfredo Díaz, Mateo Pont, Delfín Benítez Cáceres - Antonio Blanco |
| 19 listopada 1939 | San Lorenzo de Almagro – Chacarita Juniors 5:1 Gabino Ballesteros, Waldemar do Brito (2), Isidro Lángara, Rubén Cavadini - Fabio Cassán |
| 19 listopada 1939 | Vélez Sarsfield – CA Huracán 3:3 Ángel Fernández, Eduardo Correa, Victorio Spinetto k - Herminio Masantonio, Emilio Baldonedo, Delfín Unzué |

### Kolejka 33
| Data              | Mecz |
| ----------------- | --- |
| 25 listopada 1939 | Rosario Central – Boca Juniors 1:0 Ignacio Díaz                                                                                      |
| 26 listopada 1939 | Argentino de CA Argentino de Quilmes – CA Platense 2:2 Juan Gayol (2) - Pedro De Blasi, Gregorio Esperón                             |
| 26 listopada 1939 | Chacarita Juniors – Vélez Sarsfield 1:0 Manuel Aragüez                                                                               |
| 26 listopada 1939 | Ferro Carril Oeste – Newell’s Old Boys 0:6 Francisco Rúa, Mario Morosano (3), Carlos Fariña s, Eduardo Gómez                         |
| 26 listopada 1939 | Gimnasia y Esgrima La Plata – Estudiantes La Plata 1:3 Manuel Fidel - Ángel Laferrara (2), Carlos Cirico                             |
| 26 listopada 1939 | CA Huracán – Racing Club de Avellaneda 3:1 Herminio Masantonio, Plácido Rodríguez, Rubén Perdomo - Mateo Pont                        |
| 26 listopada 1939 | Independiente – Atlanta Buenos Aires 5:2 Juan J. Maril (2), Arsenio Erico (2, 1k), Antonio Sastre - Antonio Del Felice, Andrés Ramos |
| 26 listopada 1939 | River Plate – Club Atlético Lanús 5:2 mecz rozegrany został na stadionie klubu Chacarita Juniors                                     |
| 26 listopada 1939 | CA Tigre – San Lorenzo de Almagro 0:1 Isidro Lángara                                                                                 |

### Kolejka 34
| Data           | Mecz |
| -------------- | --- |
| 2 grudnia 1939 | Newell’s Old Boys – Independiente 1:0 Eduardo Gómez                                                              |
| 3 grudnia 1939 | Atlanta Buenos Aires – San Lorenzo de Almagro 2:1 Roberto Martino (2) - Isidro Lángara                           |
| 3 grudnia 1939 | Boca Juniors – Ferro Carril Oeste 1:0 Ricardo Alarcón mecz rozegrany został na stadionie klubu Chacarita Juniors |
| 3 grudnia 1939 | Estudiantes La Plata – Argentino de CA Argentino de Quilmes 3:0 Eduardo Gómez, Ricardo Galarza, Juan J. Negri    |
| 3 grudnia 1939 | CA Huracán – Chacarita Juniors 3:2 Emilio Baldonedo (2), Plácido Rodríguez - César Roggero, Eugenio Maigán       |
| 3 grudnia 1939 | Club Atlético Lanús – Gimnasia y Esgrima La Plata 2:0 Atilio Ducca k, Alberto Blanes s                           |
| 3 grudnia 1939 | CA Platense – CA Tigre 3:1 Enrique Amiano, Pedro De Blasi (2) - Fernando Rubio k                                 |
| 3 grudnia 1939 | Racing Club de Avellaneda – Rosario Central 0:2 Francisco Sosa, Francisco Rodríguez                              |
| 3 grudnia 1939 | Vélez Sarsfield – River Plate 0:4 Ángel Labruna, Roberto D’Alessandro (3)                                        |

### Końcowa tabela sezonu 1939
| Poz | Klub                                 | Mecze | Zw | Rem | Por | Pkt | BrZd | BrStr |
| --- | ------------------------------------ | ----- | -- | --- | --- | --- | ---- | ----- |
| 1   | Independiente                        | 34    | 27 | 2   | 5   | 56  | 103  | 37    |
| 2   | River Plate                          | 34    | 23 | 4   | 7   | 50  | 100  | 43    |
| 3   | CA Huracán                           | 34    | 23 | 4   | 7   | 50  | 97   | 56    |
| 4   | Newell’s Old Boys                    | 34    | 17 | 9   | 8   | 43  | 77   | 44    |
| 5   | San Lorenzo de Almagro               | 34    | 19 | 4   | 11  | 42  | 85   | 55    |
| 6   | Boca Juniors                         | 34    | 17 | 6   | 11  | 40  | 64   | 40    |
| 7   | Racing Club de Avellaneda            | 34    | 16 | 6   | 12  | 38  | 75   | 54    |
| 8   | Chacarita Juniors                    | 34    | 14 | 6   | 14  | 34  | 61   | 54    |
| 9   | Estudiantes La Plata                 | 34    | 14 | 6   | 14  | 34  | 71   | 65    |
| 10  | Vélez Sarsfield                      | 34    | 14 | 6   | 14  | 34  | 56   | 66    |
| 11  | Rosario Central                      | 34    | 14 | 5   | 15  | 33  | 59   | 68    |
| 12  | Club Atlético Lanús                  | 34    | 14 | 2   | 18  | 30  | 91   | 85    |
| 13  | CA Tigre                             | 34    | 13 | 4   | 17  | 30  | 56   | 79    |
| 14  | CA Platense                          | 34    | 11 | 7   | 16  | 29  | 65   | 72    |
| 15  | Gimnasia y Esgrima La Plata          | 34    | 10 | 8   | 16  | 28  | 50   | 82    |
| 16  | Atlanta Buenos Aires                 | 34    | 8  | 6   | 20  | 22  | 56   | 93    |
| 17  | Ferro Carril Oeste                   | 34    | 4  | 7   | 23  | 15  | 52   | 112   |
| 18  | Argentino de CA Argentino de Quilmes | 34    | 0  | 4   | 30  | 4   | 35   | 148   |

Wobec równej liczby punktów River Plate i CA Huracán rozegrały mecz barażowy o tytuł wicemistrza Argentyny zakończony remisem 3:3. Konieczne było rozegranie dodatkowego meczu, do którego jednak nie doszło i oba kluby w roku 1939 zdobyły tytuł wicemistrza Argentyny.

### Klasyfikacja strzelców bramek 1939
| Gole | Piłkarz             | Klub                   |
| ---- | ------------------- | ---------------------- |
| 40   | Arsenio Erico       | Independiente          |
| 34   | Isidro Lángara      | San Lorenzo de Almagro |
| 31   | Luis Arrieta        | Club Atlético Lanús    |
| 28   | Herminio Masantonio | CA Huracán             |
| 26   | Emilio Baldonedo    | CA Huracán             |